# Småtjärnarna (Vemdalens socken, Härjedalen, 696037-137844)
Småtjärnarna är en sjö i Härjedalens kommun i Härjedalen och ingår i Ljungans huvudavrinningsområde. Småtjärnarna ligger i Henvålen-Aloppan Natura 2000-område.